# Ruinele fortificației medievale din Turda-Veche

Planul fortificației din Turda-Veche din jurul Bisericii Reformat-Calvine

Fortificația medievală din Turda-Veche a înconjurat actuala Biserică Reformată din Turda Veche (în evul mediu biserică romano-catolică cu hramul Sf. Maria).
Ruinele acestei fortificații medievale sunt înscrise pe lista monumentelor istorice din județul Cluj, elaborată de Ministerul Culturii din România în anul 2015 (cod LMI CJ-II-m-B-07795).

## Istoric
După marea invazie tătară din 1241 și după ravagiile cauzate orașului Turda de ulterioarele atacuri tătare și turcești, s-au construit în secolele următoare fortificații de apărare în jurul celor 3 biserici principale din oraș: Biserica Romano-Catolică, Biserica Reformată-Calvină din Turda-Veche și Biserica Reformată-Calvină din Turda-Nouă.

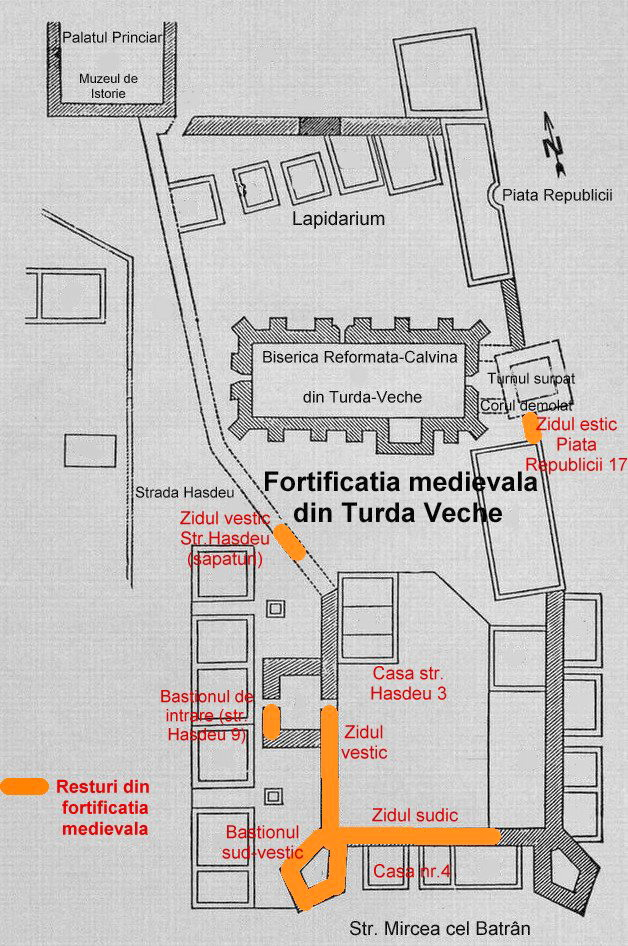
Resturi din zidurile fortificației care se mai păstrează.

Cea mai importantă fortificație (numită și “castel” sau “cetate”) s-a construit în jurul Bisericii Reformat-Calvine din Turda-Veche. Fortificația s-a construit între anii 1445-1455, folosindu-se multe materiale gata fasonate din castrul roman Potaissa. Biserica a fost împrejmuită cu un zid gros de apărare, având patru bastioane de colț (probabil cu turnuri):

- bastionul de nord-vest (demolat; pe locul lui este azi Muzeul de Istorie)

- bastionul de nord-est (demolat; pe locul lui este azi Palatul Finanțelor din Piața Republicii nr.15)

- bastionul de sud-vest (există încă, deteriorat, în curtea casei din str.Mircea cel Bătrân nr.4)

- bastionul de sud-est (demolat; pe locul lui s-a construit clădirea din Piața Republicii nr.22).

Pe vremea principelui Sigismund Báthory (1581-1597 și 1599-1602) bastionul de nord-vest a fost demolat, spre a permite construcția Palatului Princiar învecinat bisericii (azi Muzeul de Istorie). 

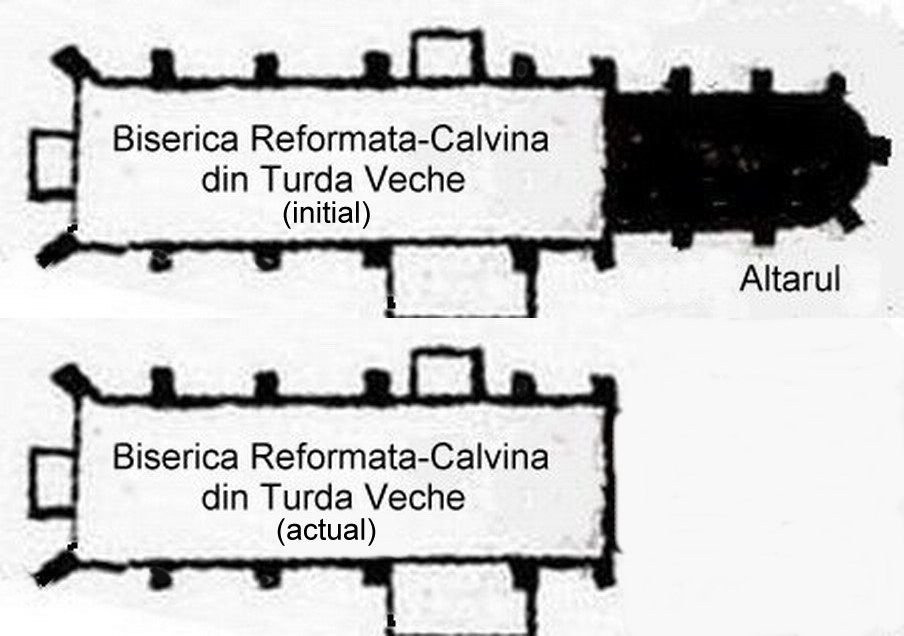
Planul inițial și cel actual al bisericii (după demolarea altarului)

Altarul (corul) bisericii, în lungime de 8-10 m, a fost demolat la construcția fortăreței (biserica era prea lungă și nu ar fi încăput în interiorul fortăreței).
Turnul inițial al bisericii a fost amplasat în partea estică, lângă altar, pe linia zidului de fortificație edificat după construcția bisericii. Acest turn s-a prăbușit într-o noapte a anului 1862, cu ocazia executării unor săpături de nivelare a pieței învecinate.
Biserica, zidul înconjurător si bastioanele, au avut de suferit în timpul luptelor lui Gheorghe Basta (1600-1601), precum și în urma conflictelor armate dintre Curuți si Lobonți din anii următori. Zidul și bastioanele au fost refăcute treptat de către principii Gabriel Báthory (1608-1613), Gabriel Bethlen (1613-1630) si Gheorghe Rákóczi I (1630-1648). Mai târziu, zidul și bastioanele și-au pierdut utilitatea militară, ruinându-se și cedând locul unor construcții civile. 
Se mai păstrează în prezent un fragment de zid în lungime de 25 m la aproximativ 40 m sud de biserică, paralel cu strada Mircea cel Bătrân, între biserică si curțile caselor învecinate (nr. 2-4), având un bastion trapezoidal de colț (bastionul de sud-vest). Pe partea externă a acestui zid se mai păstrează inscripția 1608, anul refacerii acestei porțiuni de zid (pe vremea principelui Gabriel Báthory, 1608-1613). De asemenea, există urme din zidul estic in spatele casei din Piața Republicii nr.17. In pivnița casei din str. Hașdeu nr.9 se mai păstrează un fragment dintr-o poartă de intrare în fortificație, iar în curtea casei nr.11 o porțiune a zidului de vest.

## Galerie de imagini

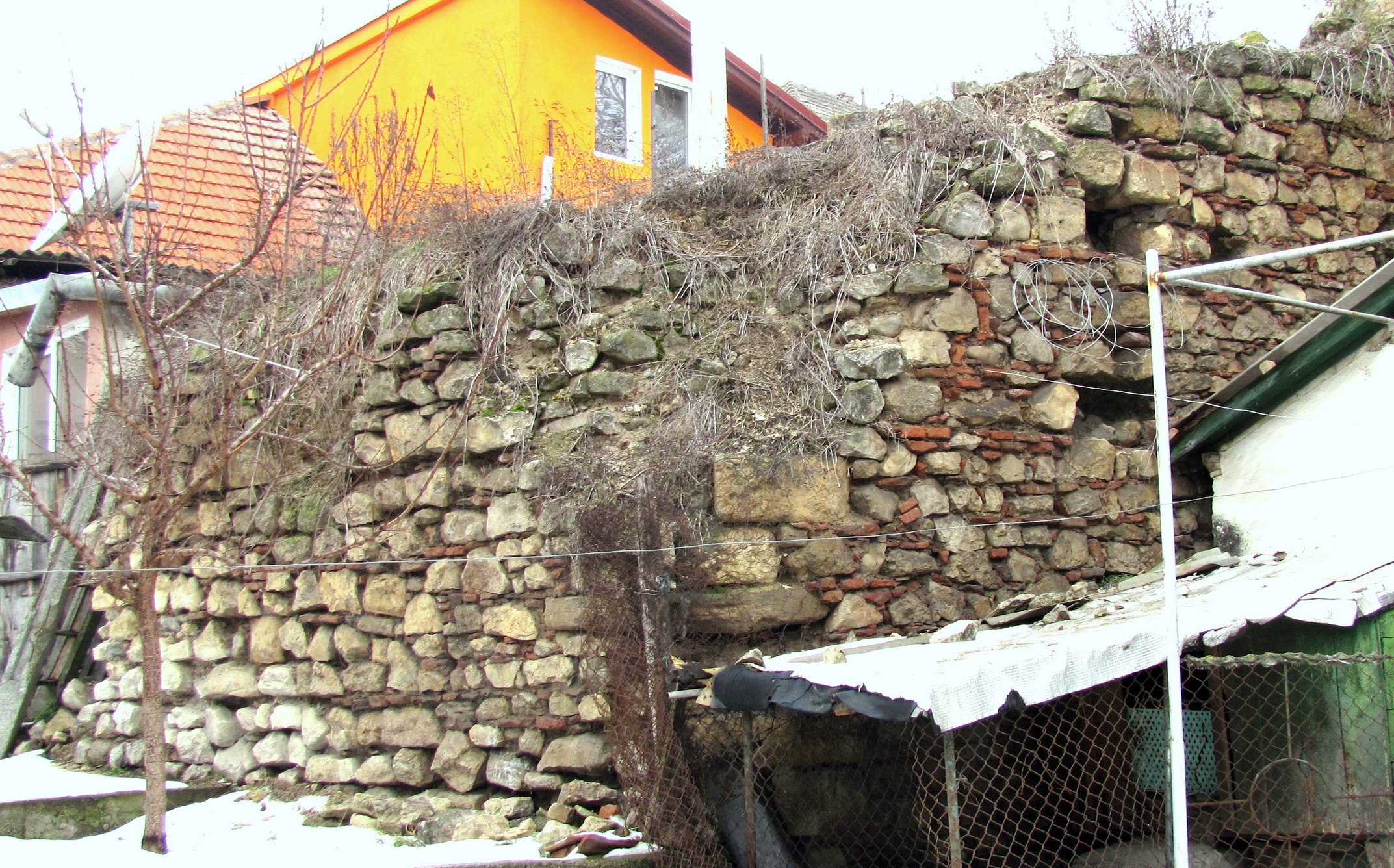
Resturi ale zidului medieval din Turda Veche (bastionul de sud-vest, str.Mircea cel Bătrân nr.4)
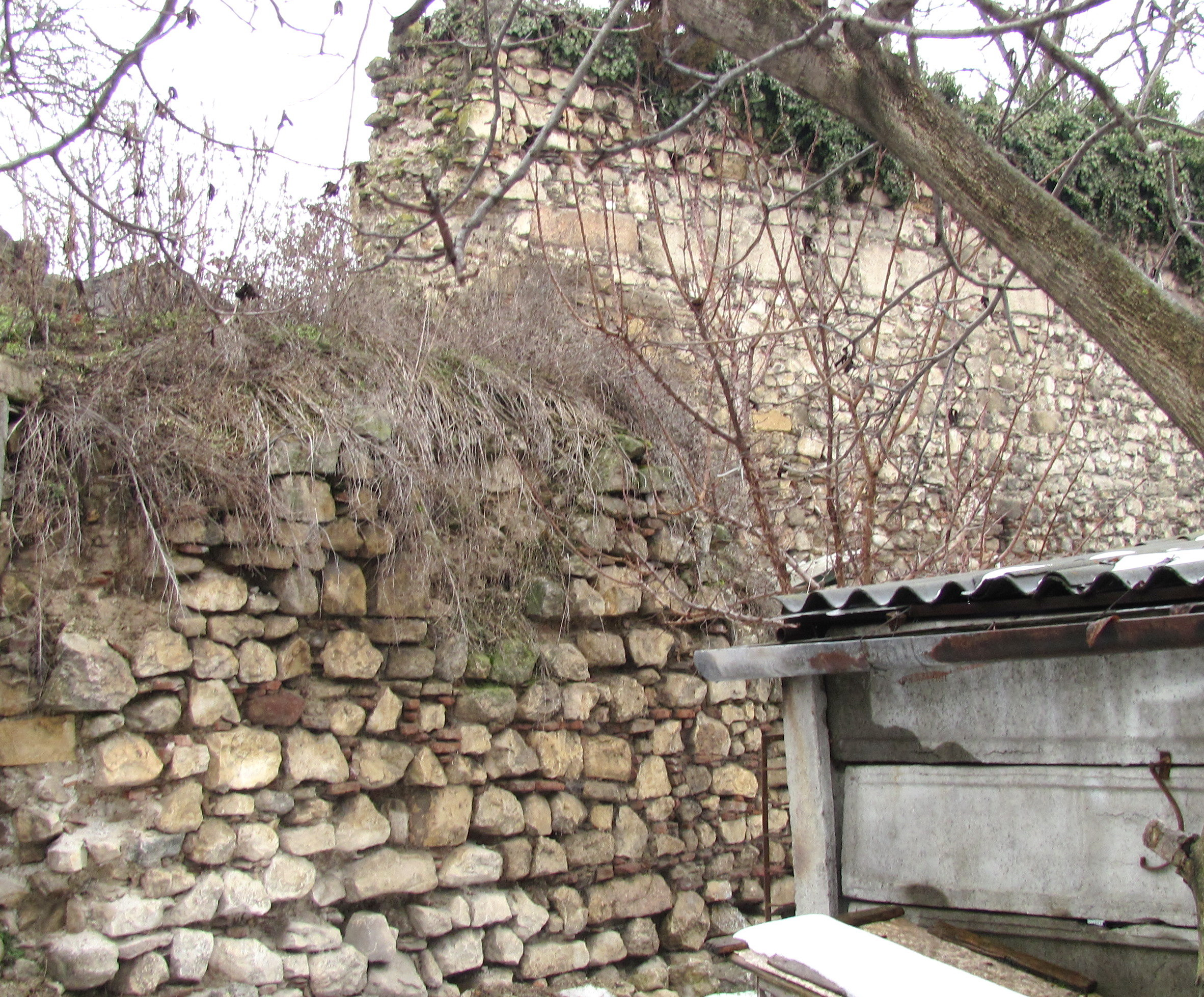
Bastionul de sud-vest și zidul sudic (str. Mircea cel Bătrân nr.4)
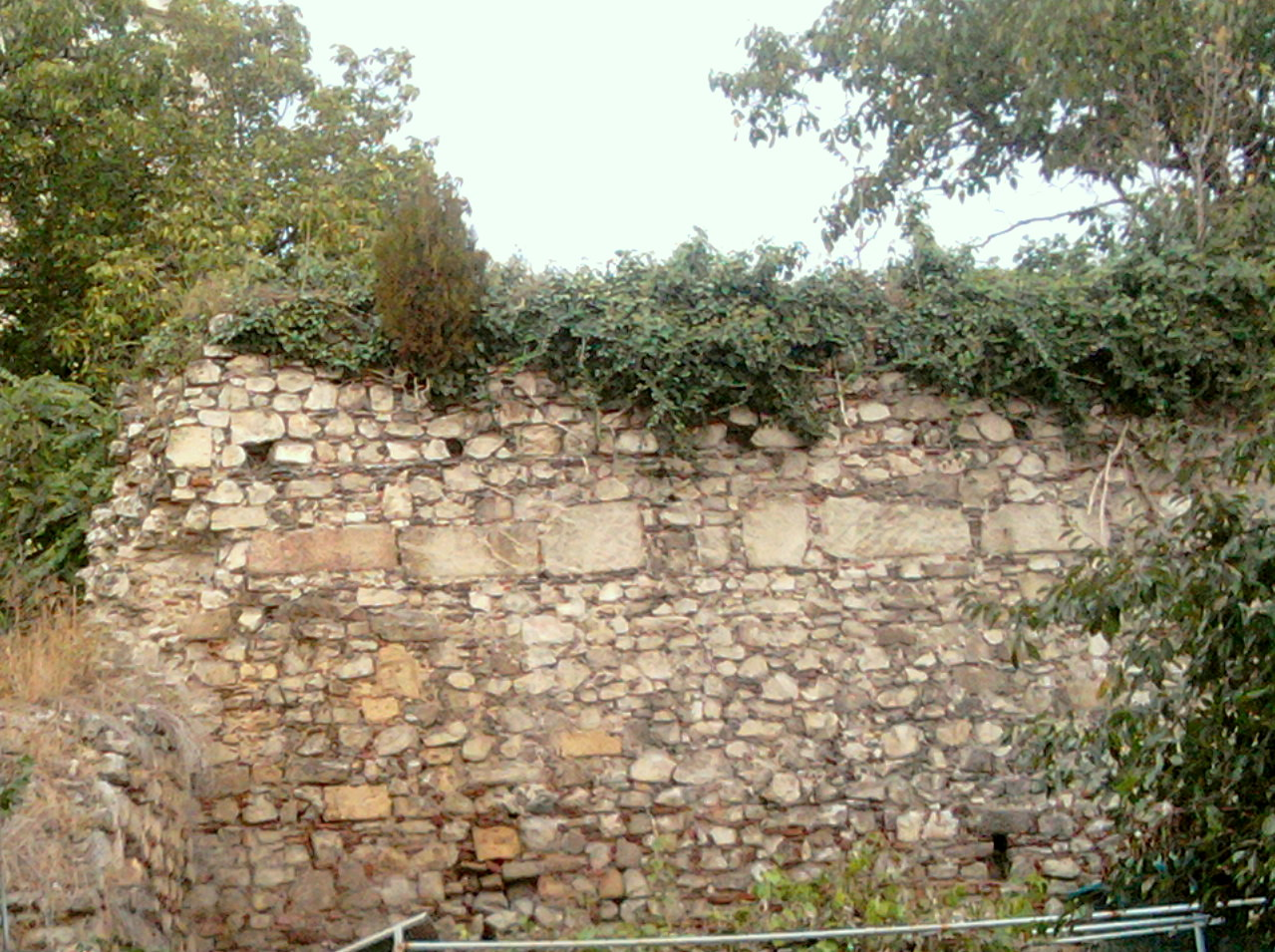
Bastionul de sud-vest și zidul sudic (str. Mircea cel Bătrân nr.4)
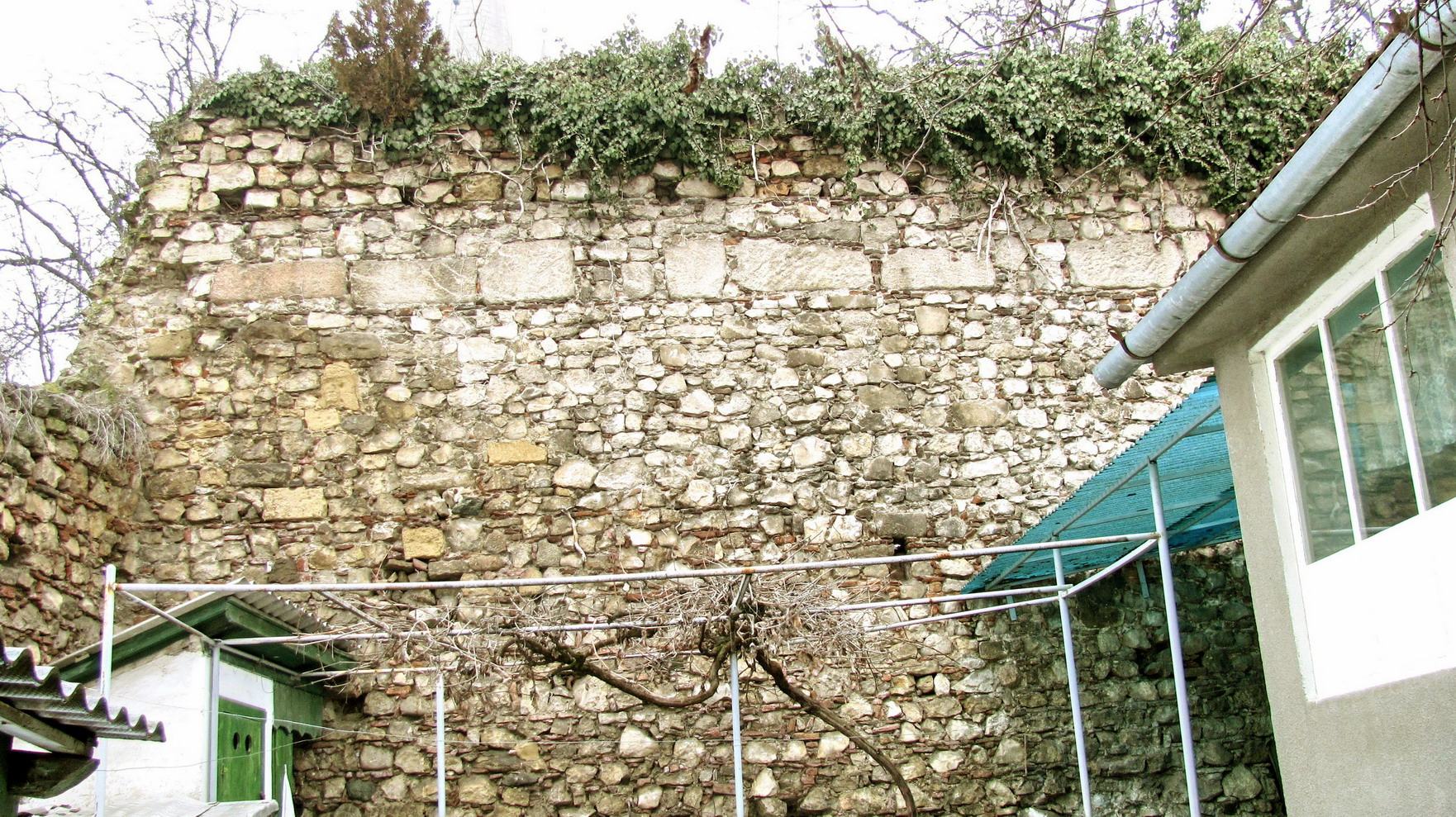
Zidul sudic (str. Mircea cel Bătrân nr.4)
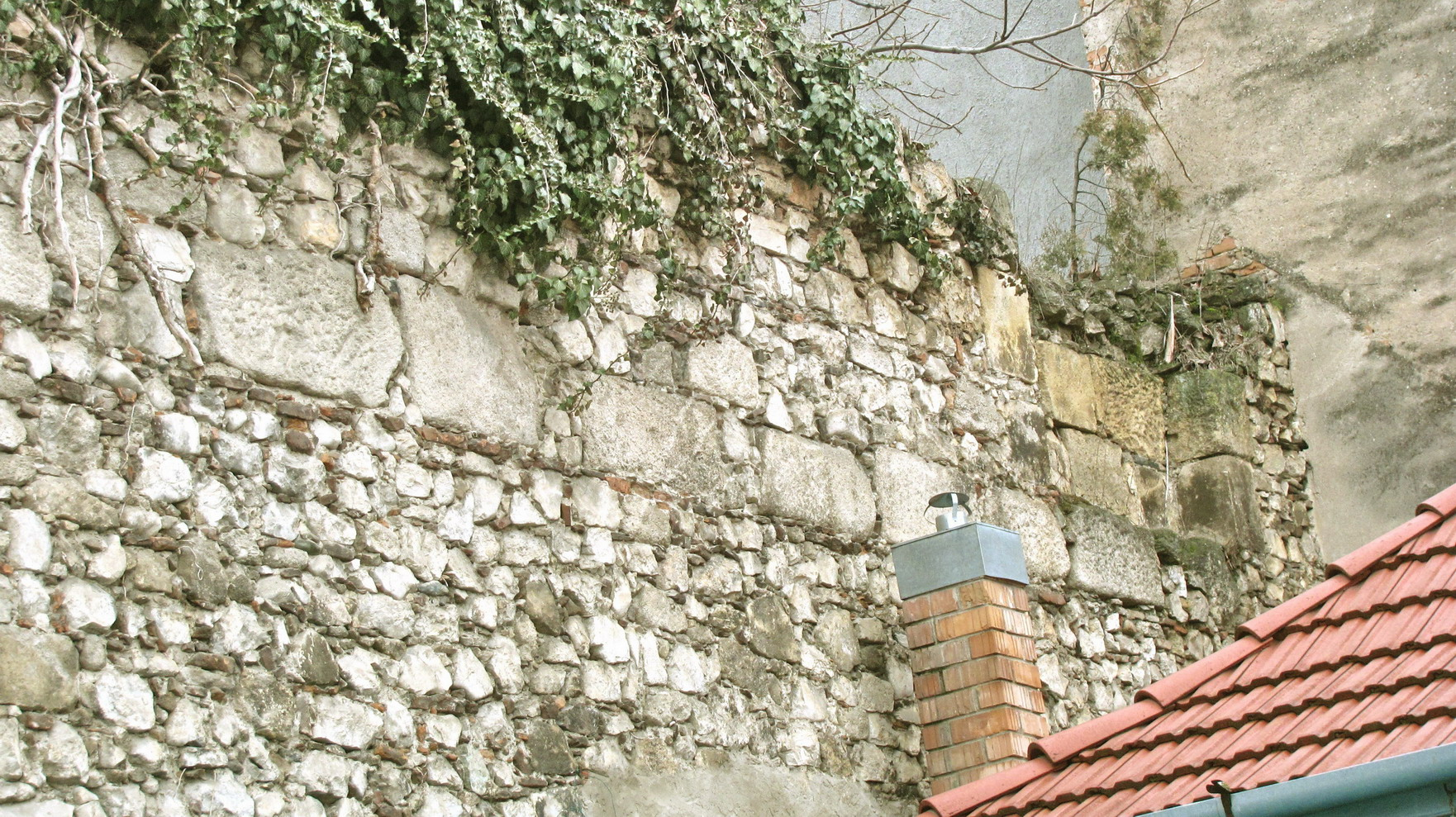
Zidul sudic (str. Mircea cel Bătrân nr.4)
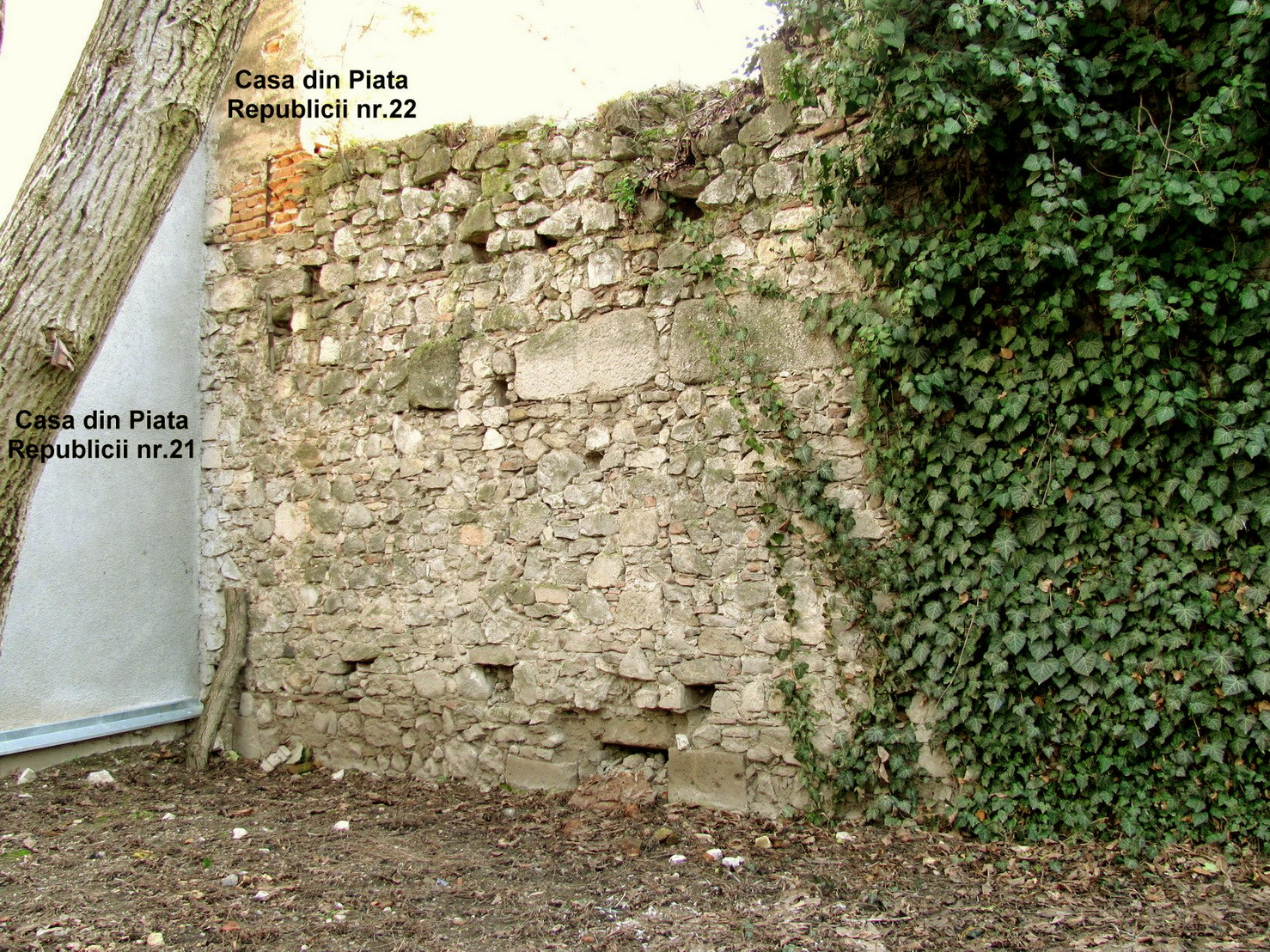
Zidul sudic (str. Hasdeu)
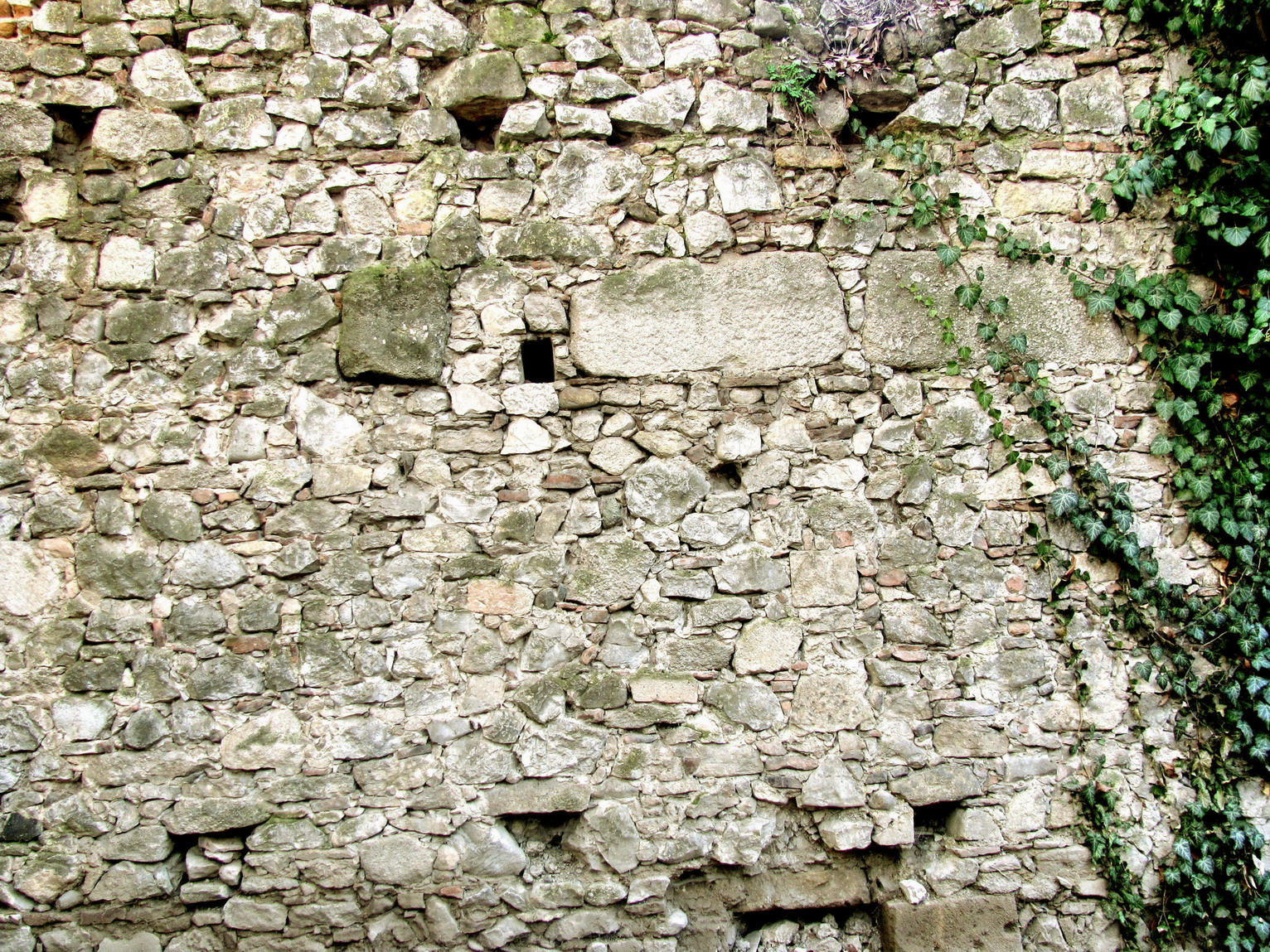
Zidul sudic (str. Hasdeu)
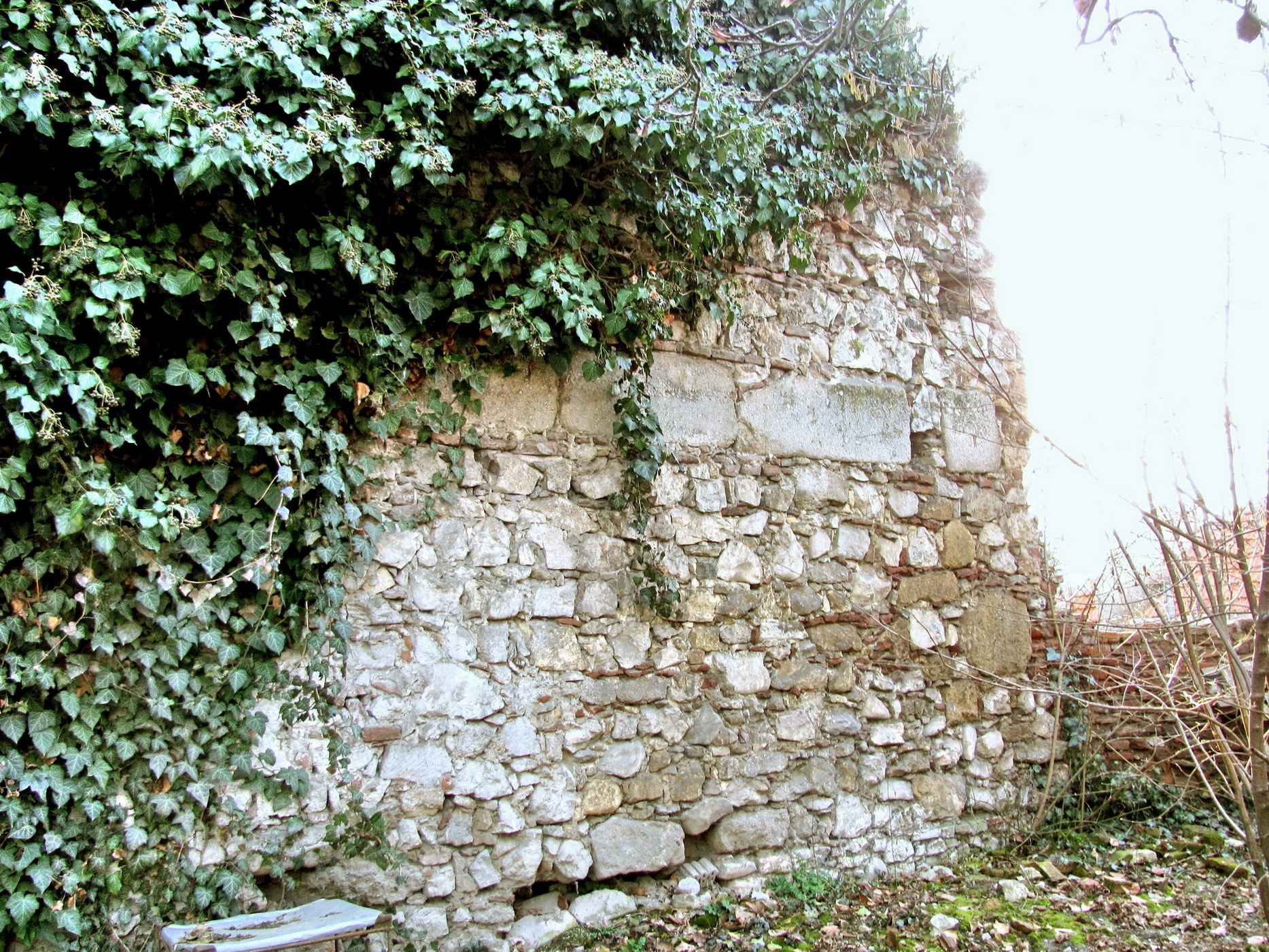
Zidul sudic (str. Hasdeu)
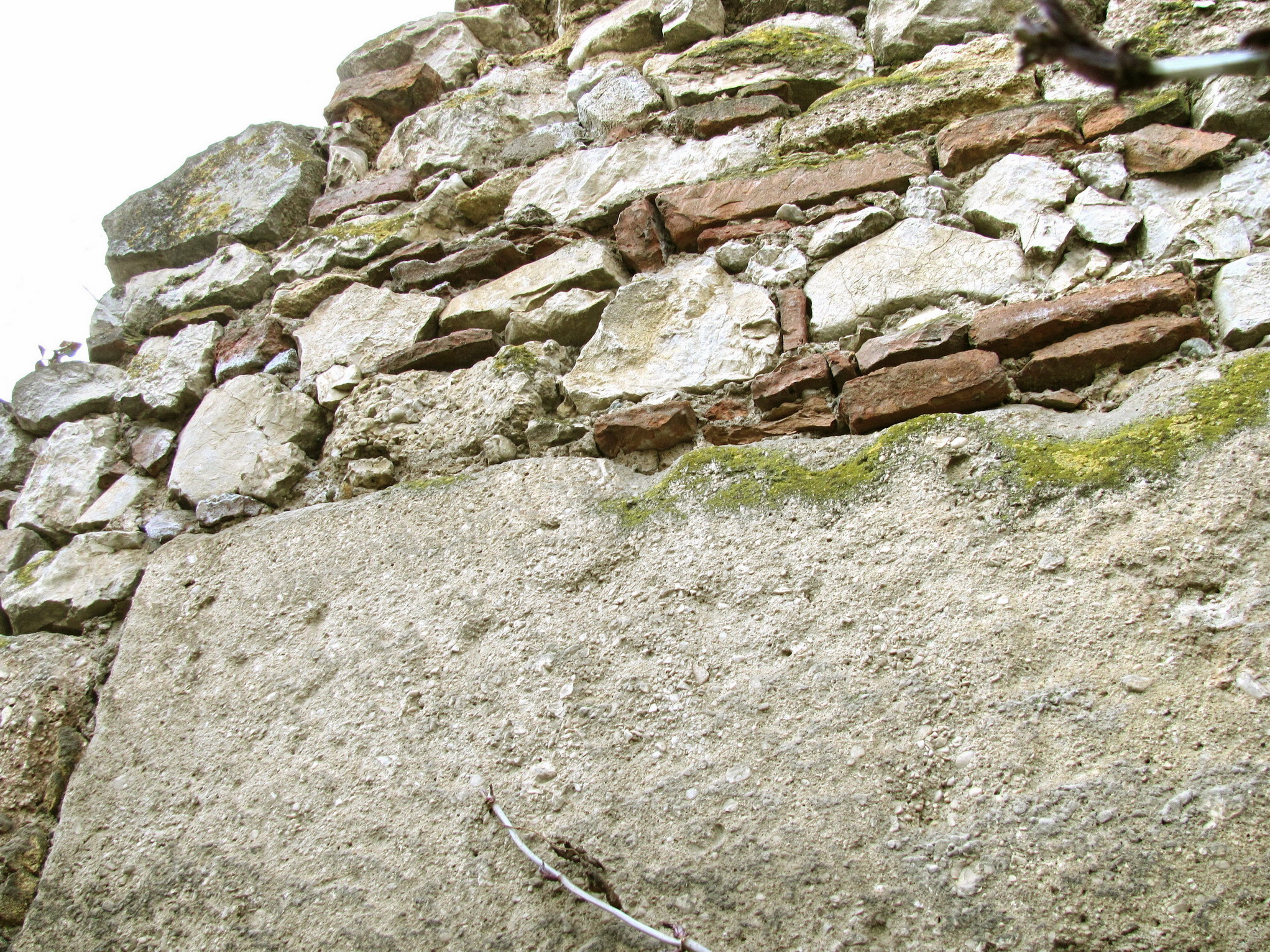
Zidul vestic
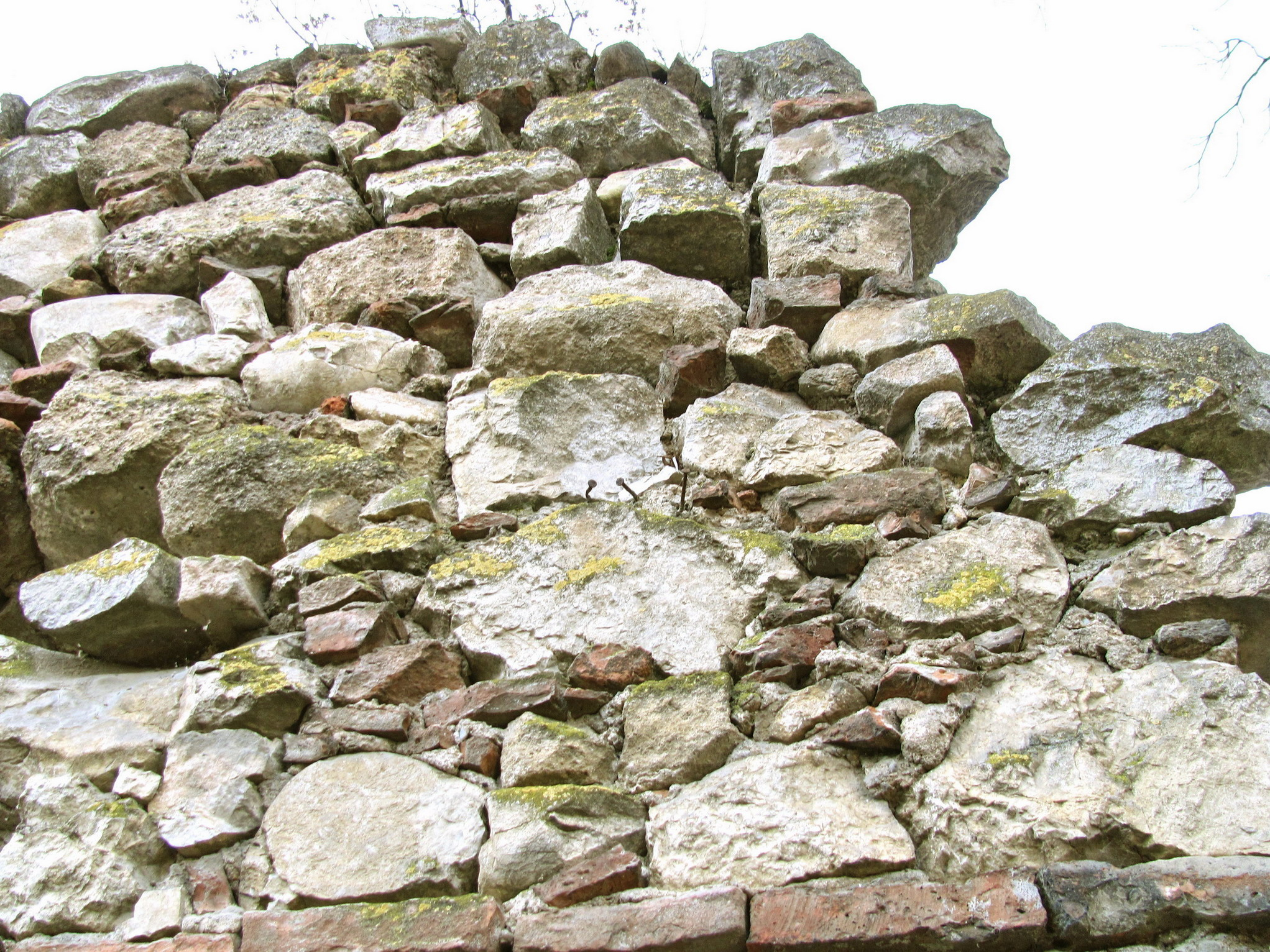
Zidul vestic
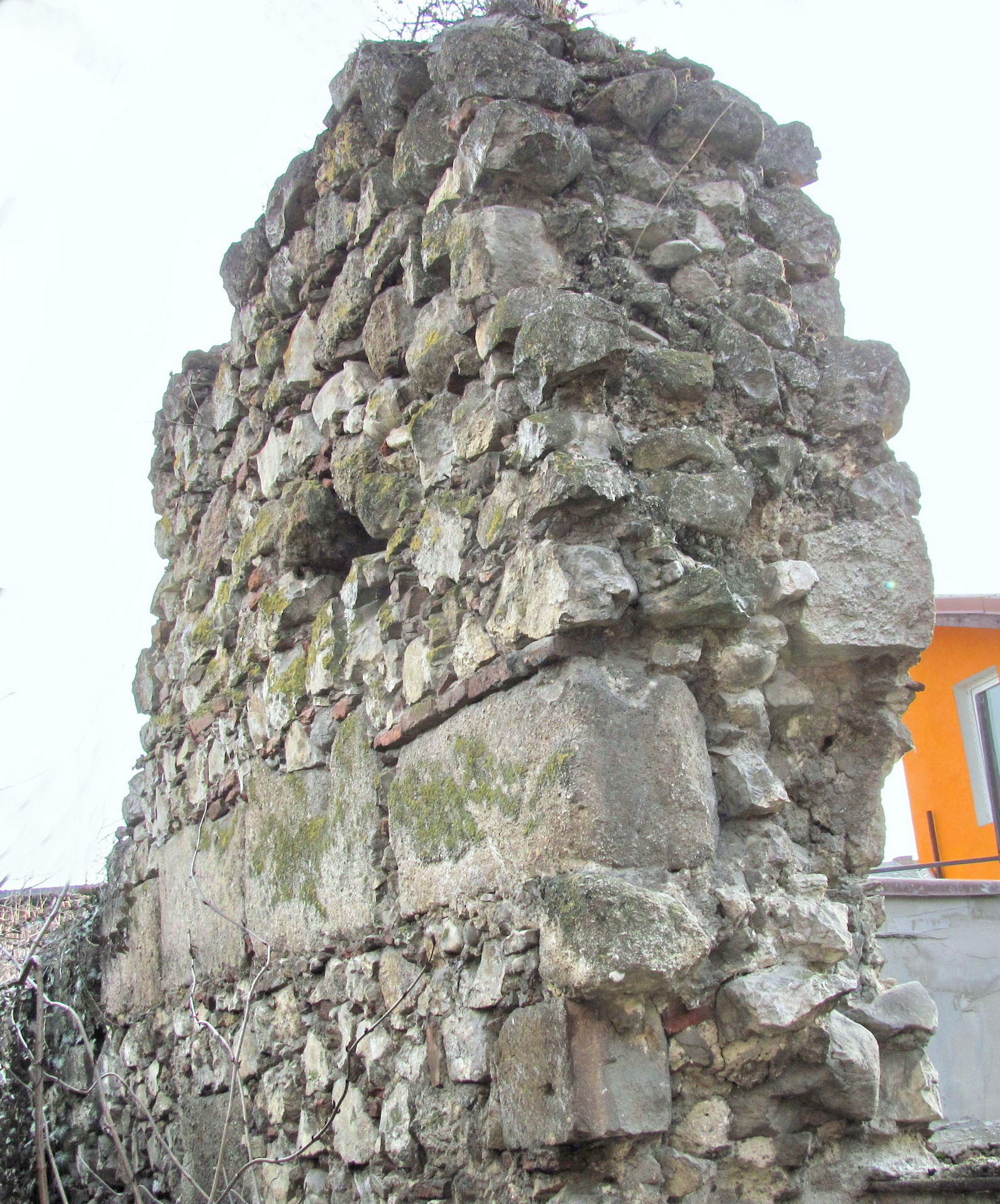
Zidul vestic
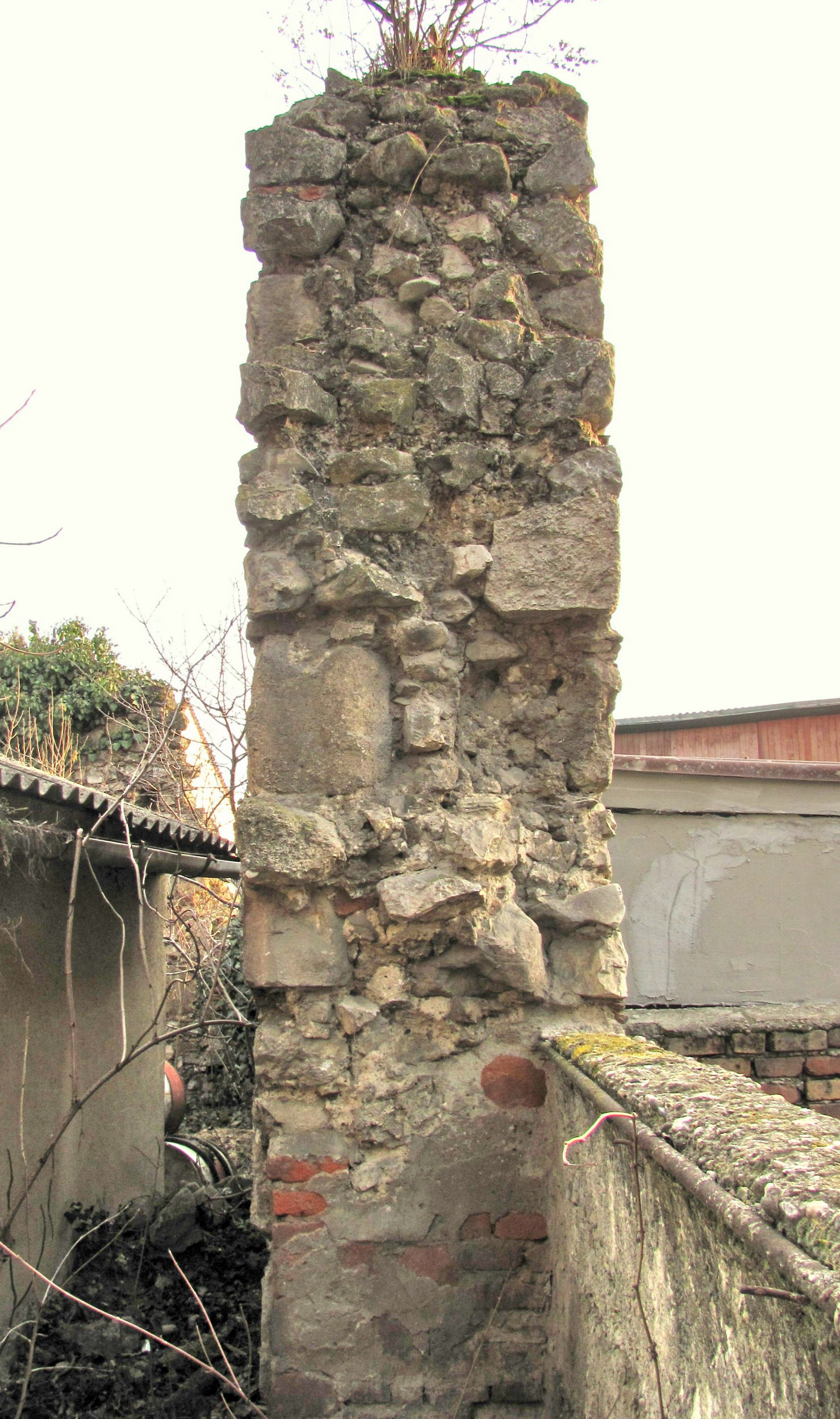
Zidul vestic
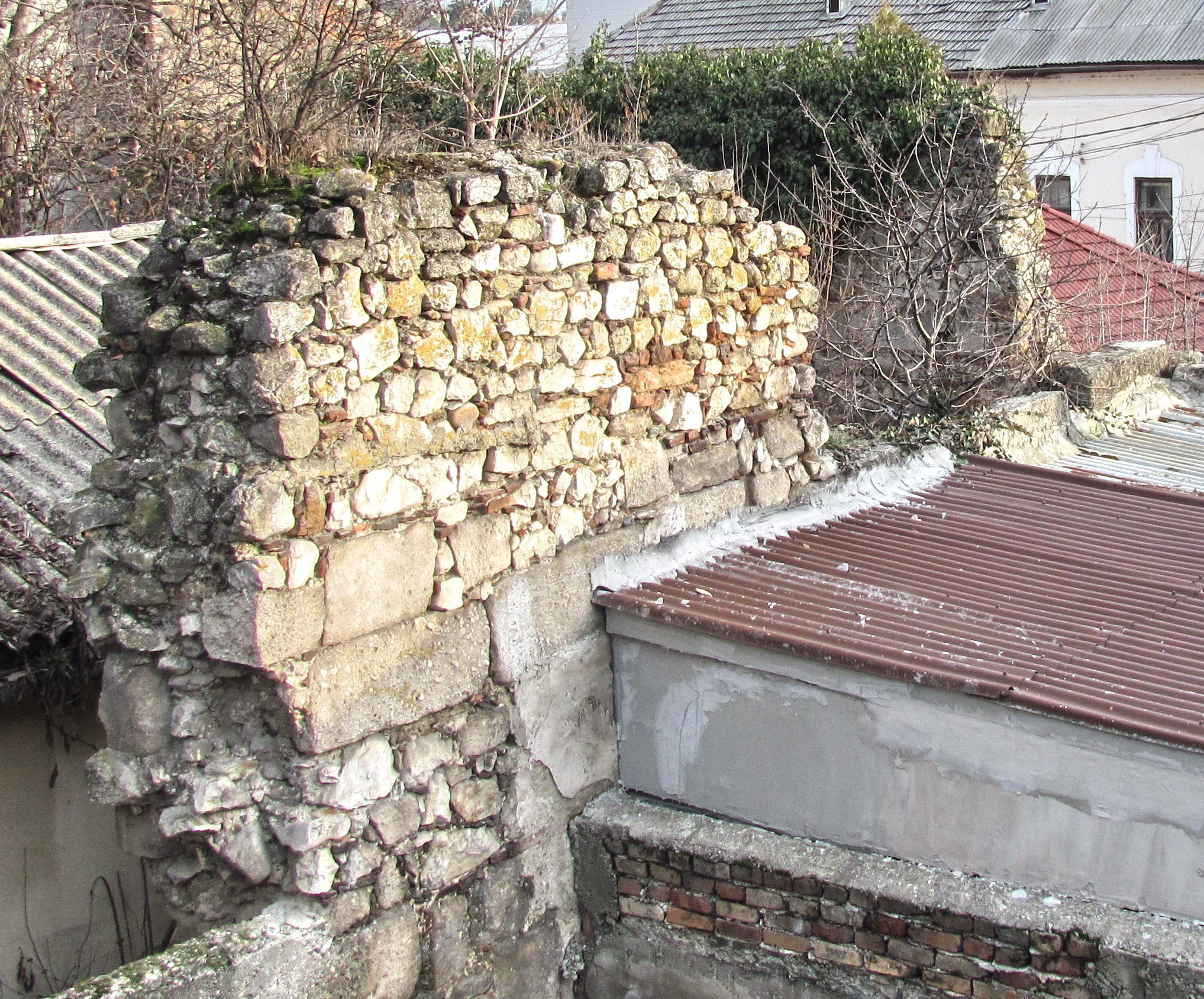
Zidul vestic
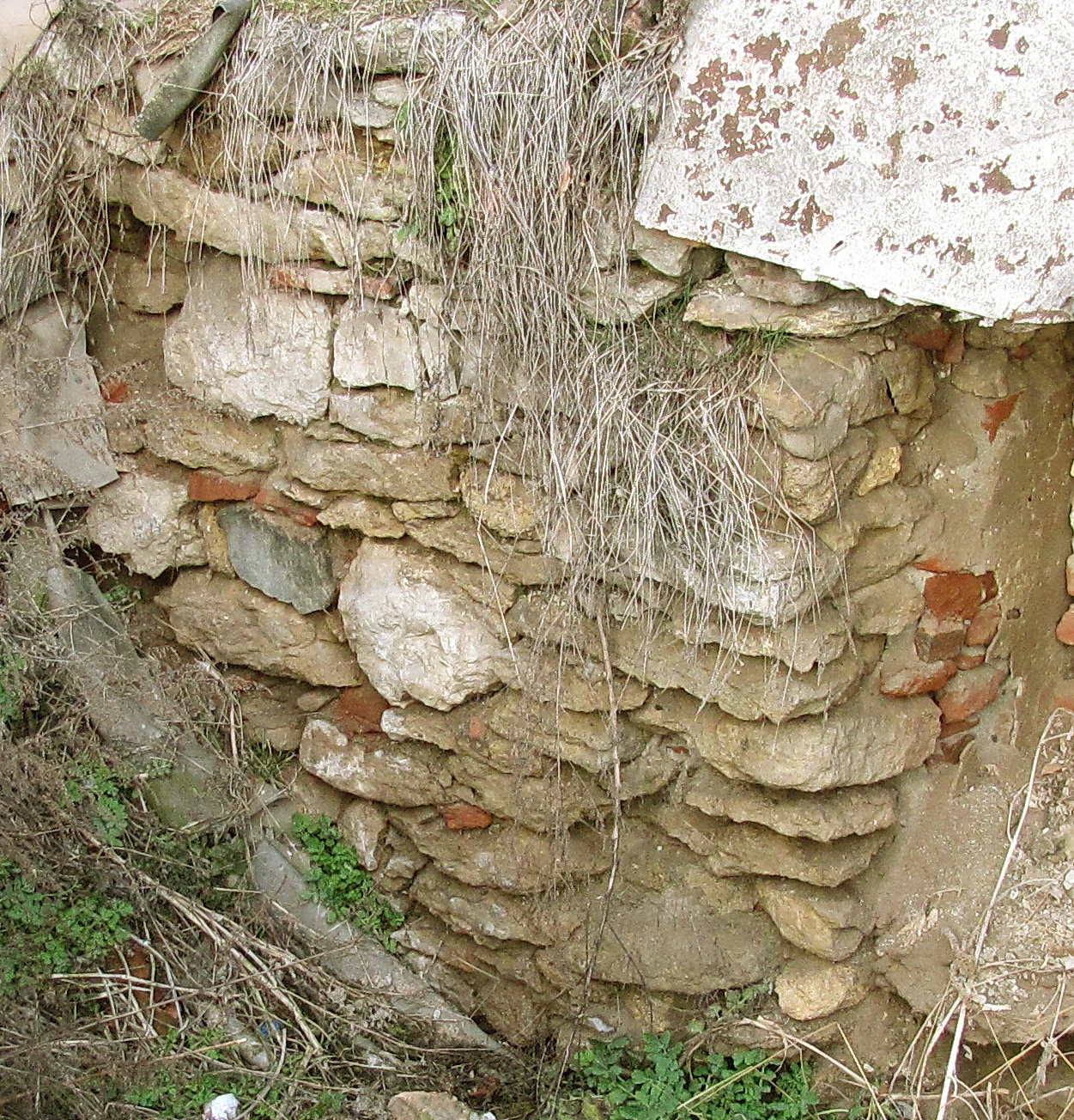
Zidul estic (Piața Republicii nr.17)
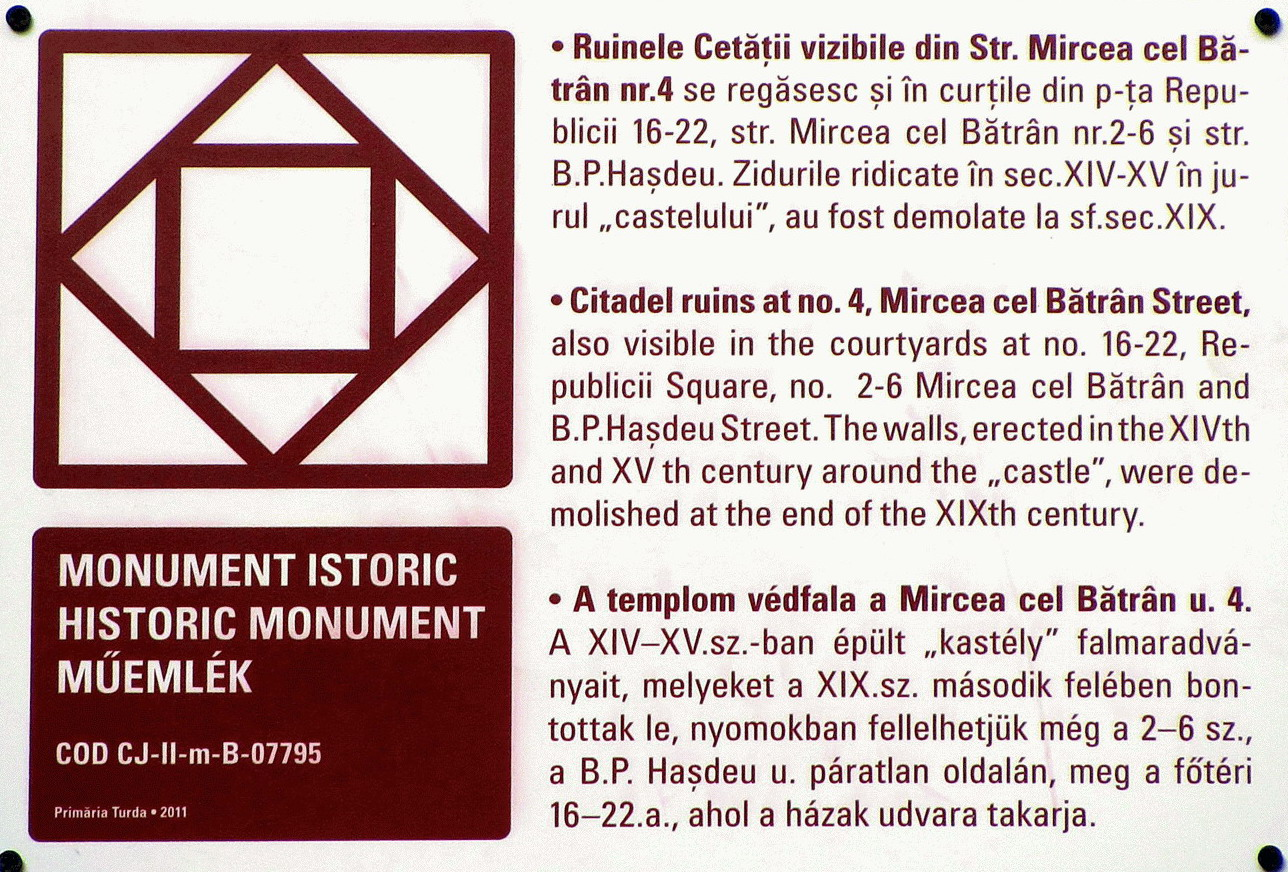
Placă informativă